# Comté de Miller (Missouri)
Pour les articles homonymes, voir Comté de Miller.
Le comté de Miller, en anglais : Miller County, est un comté du centre du Missouri aux États-Unis. Créé le 6 février 1837, il est baptisé en référence à John Miller (1761-1846), quatrième gouverneur du Missouri.

## Démographie

Pyramide des âges (2000).

Lors du recensement de 2010, la population du comté comptait 24 748 habitants. Elle est estimée, en 2017, à 25 228 habitants.

## Comtés adjacents
|                 | Comté de Moniteau | Comté de Cole Comté d'Osage |
| Comté de Morgan | comté de Miller   | Comté de Maries             |
| Comté de Camden | Comté de Pulaski  |                             |